# あっきう
あっきうは、日本の漫画家。秋田県出身。女性。夫は同じく漫画家の森恒二。

## 来歴
イラストレーターを経て四コマ漫画家になる。その後、酔いどれ時代を主に描いたエッセイ漫画家としても活動。
2007年6月30日、同じく漫画家の森恒二と結婚。同年8月8日、ブログ上で漫画家の引退を宣言した。2007年12月20日、ブログ消滅。しかし、2009年3月12日より、新ブログ開始（外部リンク参照）。2010年9月30日発売の『本当にあった笑える話』にて漫画家に復帰した。

## 作品リスト
- おかえりっサクちゃん
- あっきうのオフレコ給湯室
- どり〜んあっちゃん
- かっちゃんとアニキさん
- あっちゃんだもん
- あっきうのどこまで呑むの?
- ハピハピ漫画家ふうふ（雑誌『本当にあった笑える話』初出時の題名は「あっきうのダメぎみ嫁日記」）
- 表題なし(雑誌『ヤングアニマル　2021年　18号付録　messages to MIURA KENTATOU』

## テレビ出演
- ものしり一夜づけ（NHK総合テレビ、2003年 - 2005年）に出たことがある。